# Plantago bismarckii
Plantago bismarckii là một loài thực vật có hoa trong họ Mã đề. Loài này được Niederl. miêu tả khoa học đầu tiên năm 1881.